# Karl Hopf
Pour les articles homonymes, voir Hopf.
Karl Hopf ou Carl Hermann Friedrich Johann Hopf (né à  Hamm, province de Westphalie, le 19 février 1832 et mort à Wiesbaden le 23 août 1873) est un historien expert de la Grèce médiévale byzantine et franque . 

## Biographie
Karl Hopf est diplômé de l'Université de Bonn, où il a obtenu son doctorat en histoire médiévale de la Grèce. Il a travaillé comme professeur et bibliothécaire à l'Université de Greifswald et à l'Université de Königsberg et a consulté fréquemment les archives médiévales italiennes et grecques pour trouver des sources pour ses œuvres. 
Son œuvre principale Geschichte Griechenlands vom Beginn des Mittelalters bis auf unsere Zeit est considérée comme le principal apport à la connaissance de l'histoire grecque byzantine et moderne depériode 1863-1877. 
Dans son ouvrage de 1870, Hopf traite des migrations du peuple rom. Selon lui, après leur arrivée de l'Est, ils ont d'abord été concentrés sur les terres roumaines. Pour échapper à l'esclavage, ils se sont rendus en Serbie où l'empereur serbe Stefan Dušan  les a dispersés des Balkans jusqu'en Grèce. 